# Begoña Errazti
Begoña Errazti Esnal (Baracaldo, 22 de agosto de 1957) es una política española de ideología nacionalista vasca. Fue presidenta del partido político Eusko Alkartasuna.

## Biografía

### Trayectoria profesional
Begoña Errazti es licenciada en Geografía e Historia Contemporánea. Cursó también un máster en gestión empresarial.
Ha sido directora de la Escuela-Taller Río Arga, proyecto europeo para la formación de jóvenes en el tratamiento de ríos y riberas, con varias especialidades; profesora en enseñanzas medias de historia y euskara; y profesora de euskara en cursos de la Universidad de Deusto y otros. También fue gerente de la federación de ikastolas navarras.

### Trayectoria política
Errazti se caracteriza, según sus simpatizantes, por su defensa de los derechos del euskara combinando sus ideas independentistas y progresistas.
Durante las legislaturas 1995-1999 y 1999-2003 fue la portavoz del grupo parlamentario de Eusko Alkartasuna (EA) en el Parlamento de Navarra. Tras las elecciones forales de 2003, pese a haber sido la cabeza de lista cedió la portavocía a su compañero de partido y actual presidente de EA en Navarra, Maiorga Ramírez.
Formó parte de la ejecutiva nacional de EA desde 1995 hasta 2007 ocupando desde 1999 la presidencia del partido.
Tras el acercamiento de EA a la izquierda abertzale y su inclusión en la coalición Euskal Herria Bildu, dejó su militancia en EA para acercarse al Partido Nacionalista Vasco, asistiendo a actos públicos del mismo en apoyo a la candidatura a lendakari de Iñigo Urkullu.
Errazti fue la segunda mujer líder de un partido político con representación parlamentaria en Congreso de los diputados, tras Dolores Ibarruri, también política vasca.